# Johann Lambert von Babo

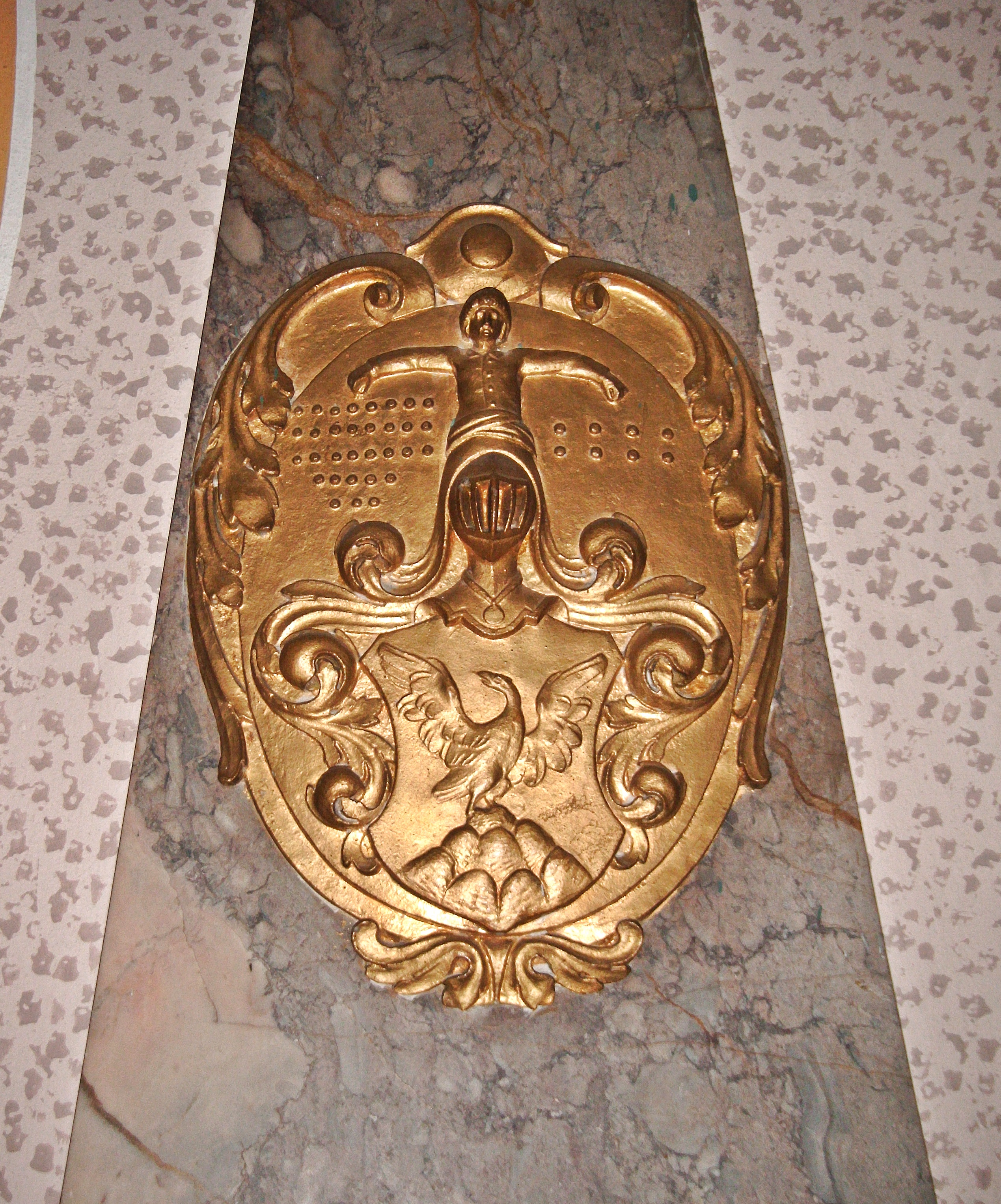
Wappen der Familie Babo (vor der Nobilitierung), vom Grab der 1. Ehefrau, in der St.-Laurentius-Kirche, Weinheim

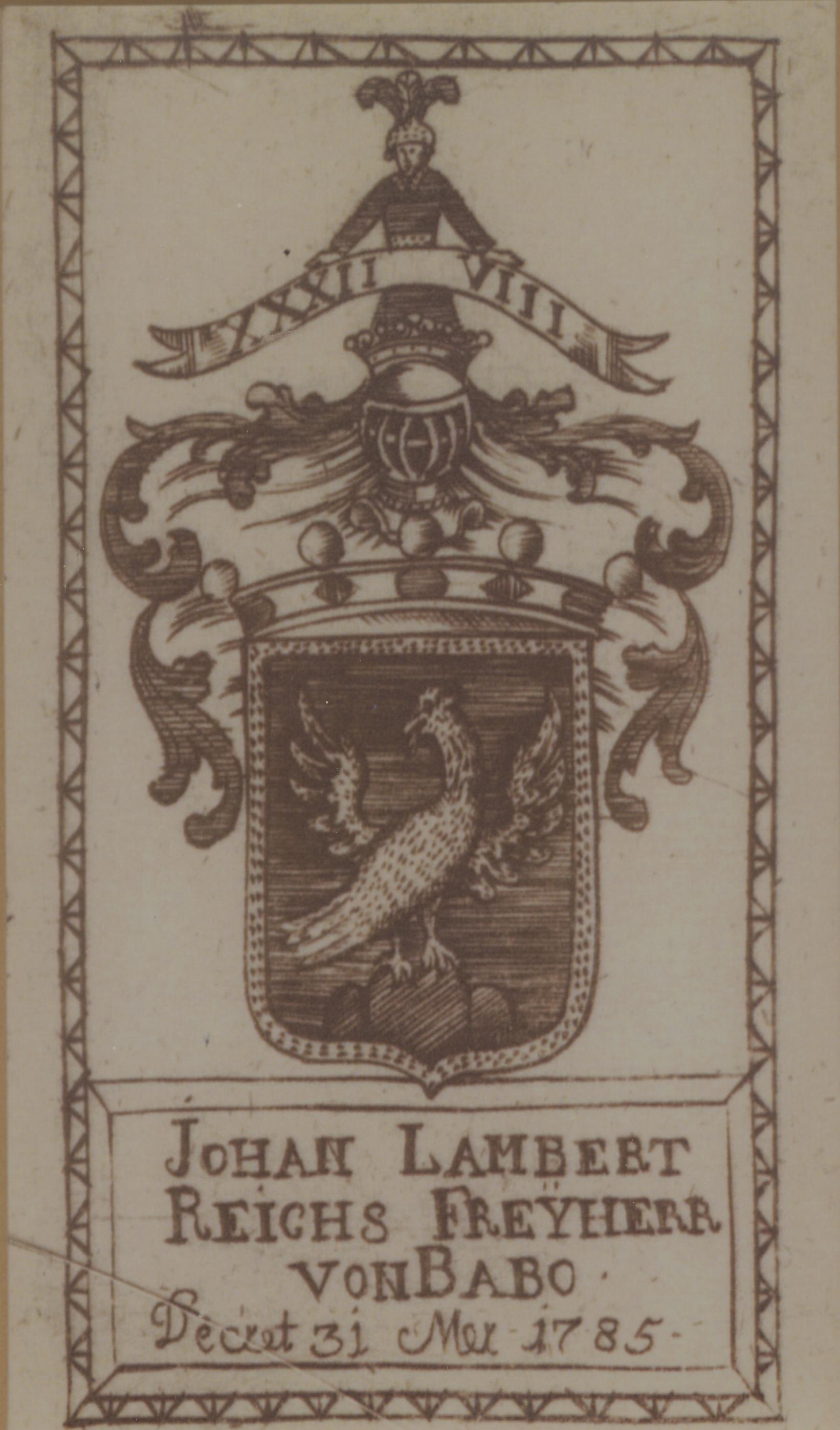
Nobilitierungsblatt der Reichsfreiherren von Babo

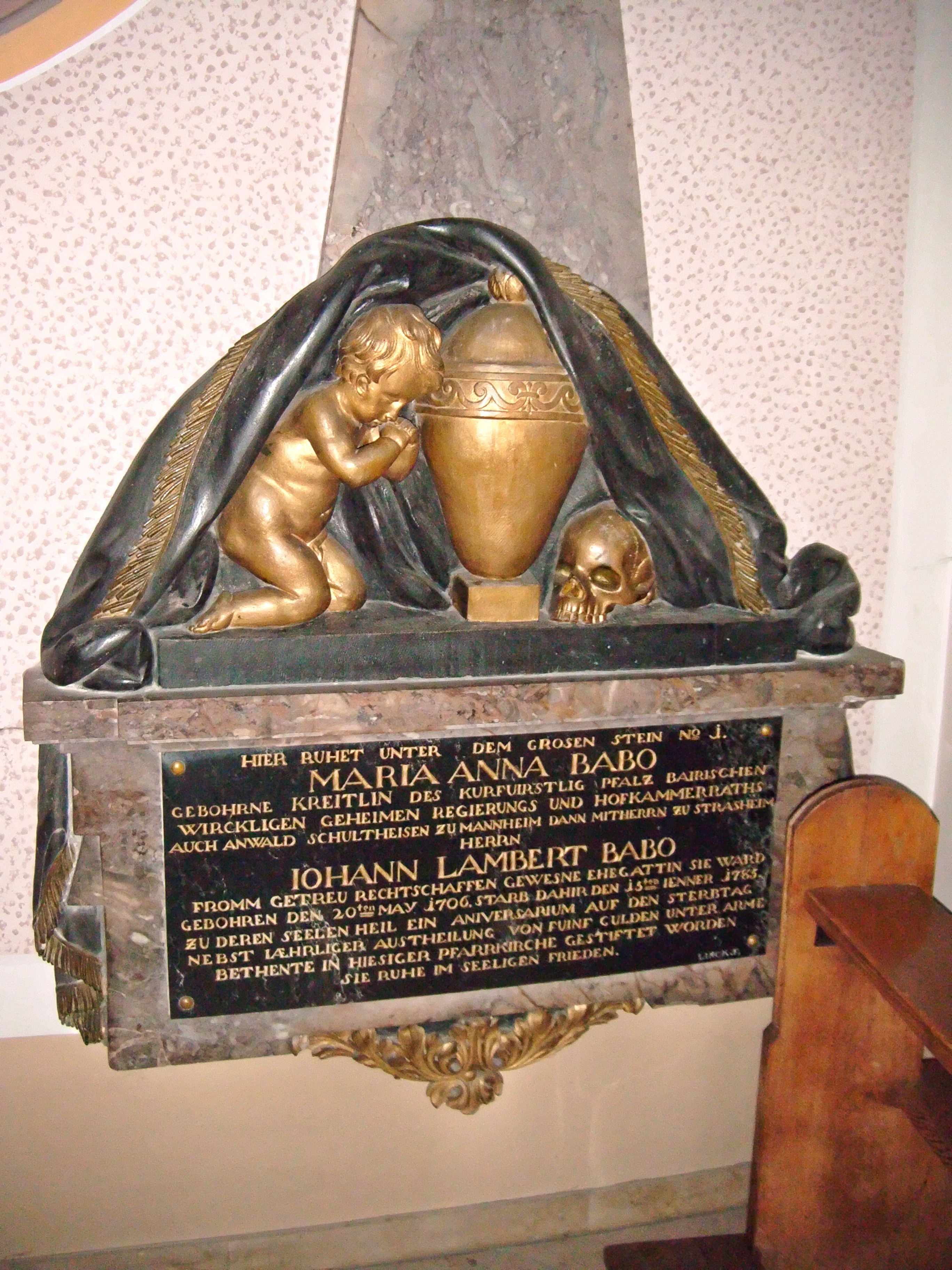
Grab der 1. Ehefrau, in der St.- Laurentius-Kirche, Weinheim; geschaffen von Franz Conrad Linck

Johann Lambert Gregor Reichsfreiherr von Babo (* 8. September 1725 in Mannheim; † 1799) war ein kurpfalz-bayerischer Hofbeamter, sowie Stadtschreiber in Mannheim und Weinheim. Er gilt als Begründer des Geschlechts der Reichsfreiherren von Babo.

## Leben
Geboren wurde er am 8. September 1725  als Sohn von Marcellus Antonius Babo in Mannheim. Er wurde am 9. September 1725 getauft. Bereits als 16-Jähriger war er an der Heidelberger Universität immatrikuliert. Er ist dort verzeichnet als Lambertus Babo, Mannheimensis, logices studiosus.
Am 1. September 1747 schloss er seine erste Ehe mit Maria Anna Kräutlein (Kreitlin, Krettelin) in der Pfarrkirche zu Mundenheim bei Mannheim. Sie wurde am 20. Mai 1706 in Zell im Zillertal geboren und ist am 18. August 1765 als Taufpatin einer Konvertitin bezeugt. Maria Anna starb am 15. Januar 1785. Johann Lambert war zum Zeitpunkt ihres Todes bereits 60 Jahre alt. Das Grabmal in der katholischen Weinheimer St. Laurentiuskirche trägt folgende Inschrift: „Hier ruhet unter dem großen Stein Nr. 1 Maria Anna Babo, gebohrene Kreitlin des kurfürstlig pfalz bairischen wirklich geheimen Regierungs u. Hofkammerrath auch Anwaldschultheißen zu Mannheim dann Mitherrn zu Strassheim Herrn Johann Lambert Babo fromm getreu gewesener Ehegattin. Sie ward gebohren den 20. May 1706, starb dahier den 15. Jenner 1785, zu deren Seelenheil ein Anniversarium auf den Sterbetag nebst jährlicher Austheilung von fünf Gulden unter arme Bethende in hiesiger Pfarrkirche gestiftet worden. Sie ruhe in seeligen Frieden.“ Ihr Grabstein wurde von dem aus Speyer stammenden Bildhauer Franz Conrad Linck geschaffen.

### Wirken
Von 1752 bis 1757 war Johann Lambert als Stadtschreiber in Oggersheim tätig. In seinem Abschiedswunsch  schrieb er, der sich in der Unterschrift als Polygraph (Vielschreiber) bezeichnete: Finis felix corona topus (Ein glückliches Ende krönt das Werk). Johann Lambert wurde dann Stadtschreiber beziehungsweise Ratsschreiber in Weinheim an der Bergstraße und löste damit Franz Joseph Büchler ab, der von 1744 bis 1757 Stadtschreiber war. Zu seinen Aufgaben gehörten die Führung der Rats- und Gerichtsprotokolle, die Grundbücher, die Testamentbücher, die Steuerlisten und Stadtrechnungen und die Verantwortlichkeit für den gesamten Schriftwechsel der Stadt. Rechtswissenschaftliche Kenntnisse waren im Allgemeinen erforderlich. Das Amt wurde nicht jährlich neu besetzt, sondern meist über einen längeren Zeitraum ausgeübt. Da die Pfalz katholisch regiert wurde, wurde auch das Amt des Schreibers mit einem Katholiken besetzt.  Franz Joseph Büchler besaß 1766 ein Vermögen von 45 Gulden (so viel wird versteuert), zwei Äcker, zwei Weingärten und einen Pflanzgarten. Von einem Hausbesitz ist nichts bekannt.
Im Ratsprotokoll von 1757 ist zu lesen: „12. Mai 1757 Hochlöblicher Oberamt communiciret unterm 29ten huj (d. Monats G.R.) Churfürstlichen u. Hohen Regierungs-Aufnahmebefehl für dermaligen Stadtschreiber Babo zur Nachricht mit dem weiteren Befehl, daß hierunter die weiter notige verfügt werden soll.“ Er übte nach seinem Amtsantritt Kritik am Schatzungswesen der Stadt. Die Stadt führte kein Lagerbuch. Das Ab- und Zuschreibeprotokoll war unordentlich geführt und viele Weinheimer zahlten keine Abgaben, da sie nicht in den Schätzungsregistern vertreten waren. Auch in der Registratur und in anderen Bereichen gab es Mängel.

Im Ratsprotokoll vom 22. Januar 1759 findet sich folgender Eintrag: 

„Stadtschreiber Babo traget Rath und Gemeind abermalen vor, wie daß er das Schatzungswesen zum Nachtheil des Churfürstlichen und Städtischen arary degestalten angetroffen, und hiergegen aller angeordneten Müh aus den Ursachen, weilen die Stadt kein Lagerbuch habe, das Ab und Zuschreibungsprotokoll in einem solchen betrübten zustand seye, daß solches durch die viele Tausend ausgerisseneen Blatt und ohncontinuierten Punkte einem confusen Chaos gleichet, nicht zu steuern gewesen, mithin ohne renovation dasselbe nicht mehr in Ordnung zu bringen seye. Nenbtliche Beschaffenheit habe es mit der Registratur und vielen anderen städtischen Sachen. Besonders befinden sich in der Stadt so viele nicht mit erforderlichem Schutz versehene Haushaltungen und Einwohner, die der Bürgerschaft großen Abtrag causierten und nicht einmal in dem Schatzungsregister befindlich, noch bisher einige andere Gelder entrichtet. Da nun Stadtschreiber dieses alles und mehreres schon öfters erinert, bisher aber von Rath und Gemeind nicht die mindeste Vorkehrung zur nötigen remedur schuldigst getan worden und er zum Voraus siehet, daß dieser  und der vielen anderen unordnungen halber die schwerste Verantwortung ihm mit zuwachsen dürfte, so will er dieses alles repetendo erinnert und um Einricht- Abstall und resp. Aenderung hiermit gegettennhaben, indem heirzu ihn seine, zum andern aber die Pflichten des Raths und Gemeind anweiseten. Uns sollte ihm nächstens etwas zur Schuld und last dießertwegen geleget werden, so berufe er sich zu seiner Excusation auf die so öfters und diese besondere letzte Anzeig, welche er hiermit dem Rathsprotokolle zur künftigen ebenfalls nötigen Probführung einverleiben wolle. In fidem J.L. Babo Stadtschreiber Weinheim 1759 22. Januar.“

### Mannheim
1760 ging er nach Mannheim und tauschte mit Büchler die Tätigkeit. Im Ratsprotokoll vom 27. März 1760 steht:
„Hochlöblicher Oberamt communiciret Hohen Regierungs Rescriptum, daß die zwischen den beiden Stadtschreibern Büchler und Babo verabredete Dienstpermutation unterm 14ten Februar gnädigst bewilligt und ersterer seinen vorhin allschon geleisteten Pflichten von Oberamts wegen erinnert worden sei.“ 1763 wurde er Anwaltschultheiß und zugleich Hofkammerrat beim residierenden Pfalzgrafen und Kurfürsten Carl Theodor. Später wurde er zum Hofkammerdirektor und am 8. April 1785 zum wirklichen pfälzisch-bairischen Geheimrat ernannt.
In Mannheim begann sein weiterer Aufstieg. 1775 schlug er vor, ein Komödienhaus zu bauen. Dazu erarbeitete der Hofkammerrat ein Gutachten.  Der Antrag wurde wegen der Kosten abgelehnt. Erst am 25. August wurde ein neuer Antrag mit 58.405 Gulden bewilligt. Im ehemaligen Arsenal entstand das neue Schauspielhaus, das am 12. Januar 1776 dem Spital St. Borromeus angeschlossen wurde. Am 16. September 1776 wurde es durch kurfürstliches Edikt selbständig gemacht und unter die Aufsicht von Babo gestellt. Ausgenommen war die Schaubühne, zu deren Direktor 1777 Marchand ernannt wurde. Babo hatte die gesamte wirtschaftliche Leitung des Theaterwesens, zusammen mit Bier-, Wein- und Teeausschank. In einer Verordnung  vom 16. September 1776 hieß es: „I. Das ausschließliche Recht, alle Spektakel, Komödien, und Taschenspiele, Gaukler und Seiltänzer, auch alle übrigen Neuigkeiten, von fremden Thieren, Figuren etc. Damit hauptsächlich alle jene Bälle, Redouten, öffentliche Gesellschaften und Concerte, so nicht in dem Churfürstlichen Schlosse, und Theater bei Hof aufgeführet werden, in demselben allein zu halten. II. Der unbeschränkte Wein-, Bier-, Liqueur-, Caffee-, Chocolade- und Theeschank, die Haltung eines oder mehrere Billards, und sonstige erlaubte Kartenspiele.“

Zu seinem Dienstbereich gehörte zeitweise auch das Hoftheater. Am 7. Juni 1777 wurde er durch ein Rescript des Kurfürsten „von der zeithero mit guten Erfolg besorgten Ökonomie bei der deutschen Schaubühne“ abgelöst. Sein Nachfolger wurde Graf Savioli. Bis 1787 war er noch als Theaterbaukommissarius tätig. 1777 war das sogenannte Schüllhaus auf Vorschlag von Babo als Theater umgebaut worden. Am 8. April 1785 wurde er „in Rücksicht vieljährig geleisteten und auch noch leistenden treu ersprüsslichen diensten zum wirklichen pfalz-bairischen Geheimrat“ ernannt. Am 8. September 1790 ernannte Kurfürst  Carl Theodor in seiner Eigenschaft als Reichsvikar Babo zum Reichsfreiherrn. Er erhielt ein Wappen. 
 Schon zuvor war er auf einem Denkmal auf dem Mannheimer Marktplatz verewigt worden. Darauf wird er als Mannheimer Propraetor bezeichnet.
Am 19. Mai 1785 heiratete er in zweiter Ehe Maria Anna Cordula Sartorius (* 8. August 1765; † 7. Januar 1827), die Tochter des Weinheimer Deutschordensverwalters Franz Simon Sartorius und dessen Ehefrau Helena Catharina. Maria Anna brachte viel Grundbesitz in die Ehe, eine ganze Anzahl Güter auf der Weinheimer Gemarkung. Lambert Gregor wurde so Besitzer des ritterschaftlichen Gutes zu Ingelheim sowie der Güter zu Straßenheim, Heppenheim und Weinheim und des Zehnten zu Bammental. 1795 wurde er mit dem Reichslehen der von Sickingen zu Ladenburg belehnt.  Über die Lage des Freiherrn von Babo informiert ein Briefwechsel mit der Gräfin Marianne Oberndorff aus dem Jahre 1793. Zu dieser Zeit lag er „mit Frau, Kind, Mägde, Bedienten und Kutscher krank darnieder.“ In Mannheim besaß er zwei große Häuser. 1792 quartierten sich dort 13 Soldaten ein, wofür er 1.100 Gulden zahlen musste. Er fürchtete, wegen „Bommern und Feuerkugeln“ um seine kostbaren Möbel. „Soeben höre ich, daß Herrgraf von Lehnbach und seine Frau, welche zu Deutsheim gewesen und ihre Habseligkeiten von da nacher Mannheim bringen wollen, von denen Franzosen über Rhein erwischt seyn sollen. Aus denen beylagen werden Euer Excellenz die Laage von gestern verlesen. Die verflossene Nacht seynd dahier zu Weinheim, wohindas Lazaret der pfälzer aus dem Elsaß gebracht worden über 200 elendig kranke und bleßierte Bayern vom Pfälzischen contingent dahier eingelanget und gleich darauf rückte das Regiment Kayser, das 2400 Mann stark war, uns 54 officier hatte, mit etwas über 600 Mann und 17 Officier im elendig und betrübtesten Zustan auch in der Naht hier ein, um die Wintercampagne zu machen.“

### Nachkommen
Aus der Ehe mit Maria Anna gingen drei Kinder hervor:
- Der Sohn Josef Albert Christian von Babo, am 3. Juli 1789 geboren, starb am 10. Oktober 1869 kinderlos als Besitzer des Straßenheimerhofes.
- Der zweite Sohn Lambert Joseph von Babo (1790–1862) gelangte im 19. Jahrhundert zur Berühmtheit und war ein bedeutender Bürger von Weinheim.
- Das Paar hatte außerdem die Tochter Anna Maria, von der nur das Datum ihrer Beisetzung am  23. Juli 1786 bekannt ist.

## Verwandte
Der Sohn seines Cousins, des kurtrierischen Offiziers Johann Carl Babo, war der Schriftsteller Joseph Marius Franz von Babo (1756–1822), der zeitweise auch am Theater in Mannheim wirkte.